# Nati nel 2001/Febbraio
| Questa pagina contiene informazioni ricavate automaticamente dalle voci biografiche con l'ausilio del template Bio e di un bot. L'aggiornamento è periodico e automatico e ricostruisce completamente la pagina. Se manca una persona in questa lista, sei pregato di non aggiungerla, ma accertati piuttosto che la sua voce biografica contenga il template Bio e che i dati anagrafici siano correttamente compilati. Se il template Bio manca, inseriscilo tu stesso o, in alternativa, metti l'avviso {{tmp\|Bio}} che ne segnala la mancanza. Se i dati riportati sono sbagliati, correggi direttamente la voce biografica; le modifiche saranno visibili in questa lista entro pochi giorni. Per chiarimenti vedi il progetto biografie. La lista contiene solo le 293 persone che sono citate nell'enciclopedia e per le quali è stato implementato correttamente il template Bio. Pagina aggiornata al 18 ago 2025. |

- 1º febbraio - Quincy Kammeraad, calciatore filippino
- 1º febbraio - Sara Carić, pallavolista serba
- 1º febbraio - Lautaro Giaccone, calciatore argentino
- 1º febbraio - Shaun Maswanganyi, velocista sudafricano
- 1º febbraio - Pablo Matéo, velocista francese
- 1º febbraio - Marcos Paulo, calciatore portoghese
- 1º febbraio - Borja Sainz, calciatore spagnolo
- 1º febbraio - Maroan Sannadi, calciatore marocchino
- 1º febbraio - Hevertton Santos, calciatore brasiliano
- 1º febbraio - Casper Staring, calciatore olandese
- 1º febbraio - Nigel Thomas, calciatore olandese
- 1º febbraio - Keisei Tominaga, cestista giapponese
- 2 febbraio - Ali Al Haj, calciatore libanese
- 2 febbraio - Ilyas Chaira, calciatore marocchino
- 2 febbraio - Luan Cândido, calciatore brasiliano
- 2 febbraio - Théo De Percin, calciatore francese
- 2 febbraio - Rodrigo Ferreyra, calciatore uruguaiano
- 2 febbraio - Sondre Langås, calciatore norvegese
- 2 febbraio - Máximo Lorenzi, calciatore uruguaiano
- 2 febbraio - Thiago Nuss, calciatore argentino
- 2 febbraio - Daishawn Redan, calciatore surinamese
- 2 febbraio - Louis Rees-Zammit, rugbista a 15 e ex giocatore di football americano gallese
- 2 febbraio - Carlos Rodríguez Cano, ciclista su strada spagnolo
- 2 febbraio - Adam Tobin, ginnasta britannico
- 3 febbraio - Arijan Brković, calciatore croato
- 3 febbraio - Fodé Doucouré, calciatore maliano
- 3 febbraio - Davide Fadani, hockeista su ghiaccio italiano
- 3 febbraio - Andrea Ghezzi, calciatore italiano
- 3 febbraio - Kenny Gongarad-Nkoua Gampio, giocatore di football americano svizzero
- 3 febbraio - Lenny Lobato, calciatore brasiliano
- 3 febbraio - Andrea Magi, calciatore sammarinese
- 3 febbraio - Tre Mann, cestista statunitense
- 3 febbraio - Facundo Milán, calciatore uruguaiano
- 3 febbraio - Rhys Williams, calciatore inglese
- 3 febbraio - Qëndrim Zyba, calciatore kosovaro
- 4 febbraio - Indy Baijens, pallavolista olandese
- 4 febbraio - Jenno Berckmoes, ciclista su strada belga
- 4 febbraio - Andrea Carboni, calciatore italiano
- 4 febbraio - Jacob Cowing, giocatore di football americano statunitense
- 4 febbraio - Santiago Godoy, calciatore argentino
- 4 febbraio - RJ Harvey, giocatore di football americano statunitense
- 4 febbraio - Li Wenlong, pattinatore di short track cinese
- 4 febbraio - Valdas Paulauskas, calciatore lituano
- 4 febbraio - Cassiel Rousseau, tuffatore e ginnasta australiano
- 4 febbraio - Rubén Sánchez, calciatore spagnolo
- 5 febbraio - Juan María Alcedo, calciatore spagnolo
- 5 febbraio - Kristian Bilovar, calciatore ucraino
- 5 febbraio - Favio Cabral, calciatore argentino
- 5 febbraio - Claudio Faraci, nuotatore italiano
- 5 febbraio - Kim Min-ju, attrice e cantante sudcoreana
- 5 febbraio - Pierre-Yves Majo, giocatore di football americano svizzero
- 5 febbraio - Duncan McGuire, calciatore statunitense
- 5 febbraio - Amin Tabatabaei, scacchista iraniano
- 5 febbraio - Ilias Takidine, calciatore belga
- 5 febbraio - Mirko Topić, calciatore serbo
- 5 febbraio - Nina Zöggeler, slittinista italiana
- 6 febbraio - Agustín Amado, calciatore uruguaiano
- 6 febbraio - Kristián Bari, calciatore slovacco
- 6 febbraio - Natan Bernardo de Souza, calciatore brasiliano
- 6 febbraio - Fisayo Dele-Bashiru, calciatore nigeriano
- 6 febbraio - Nazareno Funez, calciatore argentino
- 6 febbraio - Gabriel Guevara, attore spagnolo
- 6 febbraio - Muhamet Hyseni, calciatore kosovaro
- 6 febbraio - Petros Mpagkalianīs, calciatore greco
- 6 febbraio - Andrea Tartaro, pallanuotista italiano
- 6 febbraio - Edoardo Vergani, calciatore italiano
- 6 febbraio - Emiliano Álvarez, calciatore uruguaiano
- 7 febbraio - Mamadou Camara, calciatore maliano
- 7 febbraio - Da Silva, calciatore brasiliano
- 7 febbraio - Yannik Engelhardt, calciatore tedesco
- 7 febbraio - R.J. Hampton, cestista statunitense
- 7 febbraio - Maik Nawrocki, calciatore tedesco
- 7 febbraio - Vladimir Nikolov, calciatore bulgaro
- 7 febbraio - Jairo Quinteros, calciatore boliviano
- 7 febbraio - Marija Sergeeva, ginnasta russa
- 7 febbraio - Kacper Smoliński, calciatore polacco
- 7 febbraio - Kristoffer Eriksen Sundal, saltatore con gli sci norvegese
- 7 febbraio - Pedro de la Vega, calciatore argentino
- 8 febbraio - Melissa Bellucci, calciatrice italiana
- 8 febbraio - Fernando David Cardozo, calciatore paraguaiano
- 8 febbraio - Jesús Gordillo, giocatore di calcio a 5 spagnolo
- 8 febbraio - Jxdn, cantante statunitense
- 8 febbraio - Mohamed Shehata, calciatore egiziano
- 8 febbraio - Shamil Mamedov, lottatore russo
- 8 febbraio - Charles Petro, calciatore malawiano
- 8 febbraio - Beñat Prados, calciatore spagnolo
- 8 febbraio - Šaḩrom Samiev, calciatore tagiko
- 8 febbraio - Guilherme Soares, calciatore portoghese
- 8 febbraio - Gabriele Vagnato, comico e conduttore televisivo italiano
- 9 febbraio - Toon Clynhens, ciclista su strada e ciclocrossista belga
- 9 febbraio - Mehdi Dorval, calciatore algerino
- 9 febbraio - Luca Everink, calciatore olandese
- 9 febbraio - Zé Vítor, calciatore brasiliano
- 9 febbraio - Marist Liufau, giocatore di football americano statunitense
- 9 febbraio - Andy Malfoy, copilota di rally francese
- 9 febbraio - Noah Pallas, calciatore finlandese
- 9 febbraio - Francisco Perruzzi, calciatore argentino
- 9 febbraio - Tom Rapnouil, calciatore francese
- 10 febbraio - Sergio Camello, calciatore spagnolo
- 10 febbraio - Seydouba Cissé, calciatore guineano
- 10 febbraio - Álvaro Gracés, calciatore uruguaiano
- 10 febbraio - Elies Mahmoud, calciatore francese
- 10 febbraio - Blondon Meyapya Fongain, calciatore camerunese
- 10 febbraio - Ricardo Monreal, calciatore messicano
- 10 febbraio - Darius Muasau, giocatore di football americano statunitense
- 10 febbraio - Demba Seck, calciatore senegalese
- 10 febbraio - Pedro Álvarez, calciatore paraguaiano
- 11 febbraio - Louicius Don Deedson, calciatore haitiano
- 11 febbraio - Carlos Domínguez Cáceres, calciatore spagnolo
- 11 febbraio - Gabriel Pec, calciatore brasiliano
- 11 febbraio - Bryan Gil, calciatore spagnolo
- 11 febbraio - Adam Idah, calciatore irlandese
- 11 febbraio - Diamond Miller, cestista statunitense
- 11 febbraio - Nehemiah Pritchett, giocatore di football americano statunitense
- 12 febbraio - Eid Al-Muwallad, calciatore saudita
- 12 febbraio - Chanté Dompig, calciatrice olandese
- 12 febbraio - Nicolò Fagioli, calciatore italiano
- 12 febbraio - Carlo Adriano, calciatore spagnolo
- 12 febbraio - João Victor Gomes da Silva, calciatore brasiliano
- 12 febbraio - Freweyni Hailu, mezzofondista etiope
- 12 febbraio - Khvicha K'varatskhelia, calciatore georgiano
- 12 febbraio - Giōrgos Liavas, calciatore greco
- 12 febbraio - Matías Morello, calciatore argentino
- 12 febbraio - Finnur Tómas Pálmason, calciatore islandese
- 12 febbraio - Fabio Ponsi, calciatore italiano
- 12 febbraio - Carmen Rocchino, nuotatrice artistica italiana
- 12 febbraio - Enrico Saccomano, discobolo italiano
- 12 febbraio - Ramadan Yusef, calciatore etiope
- 12 febbraio - Luis Phelipe, calciatore brasiliano
- 12 febbraio - Ivan Želizko, calciatore ucraino
- 13 febbraio - Carl Tamayo, cestista filippino
- 13 febbraio - Cameron Duke, calciatore statunitense
- 13 febbraio - Yunisleidy García, velocista cubana
- 13 febbraio - Sarah Healy, mezzofondista irlandese
- 13 febbraio - Jason Knight, calciatore irlandese
- 13 febbraio - Thomas Lardon, sciatore alpino francese
- 13 febbraio - Mancha, calciatore brasiliano
- 13 febbraio - Matías Rocha, calciatore uruguaiano
- 13 febbraio - Jair Tavares, calciatore portoghese
- 13 febbraio - Jan Žambůrek, calciatore ceco
- 14 febbraio - Matej Franko, calciatore slovacco
- 14 febbraio - Giorgi Gocholeishvili, calciatore georgiano
- 14 febbraio - Oded Kogut, ciclista su strada israeliano
- 14 febbraio - Facundo Lencioni, calciatore argentino
- 14 febbraio - Evgenij Morozov, calciatore russo
- 14 febbraio - Karlo Perić, calciatore croato
- 14 febbraio - Isma Ruiz, calciatore spagnolo
- 14 febbraio - Álvaro Sanz, calciatore spagnolo
- 14 febbraio - Jaden Shackelford, cestista statunitense
- 14 febbraio - Rodrigo Villagra, calciatore argentino
- 14 febbraio - Ibrohimxalil Yo'ldoshev, calciatore uzbeko
- 15 febbraio - Muamer Brajanac, calciatore danese
- 15 febbraio - Ibrahima Cissé, calciatore maliano
- 15 febbraio - Zuriko Davitashvili, calciatore georgiano
- 15 febbraio - Roman De Angelis, pilota automobilistico canadese
- 15 febbraio - Bernat Erta, velocista spagnolo
- 15 febbraio - Scott High, calciatore scozzese
- 15 febbraio - Ryan Johansson, calciatore lussemburghese
- 15 febbraio - Kreshnik Kasa, pallamanista italiano
- 15 febbraio - Strahinja Milenić, giocatore di football americano serbo
- 15 febbraio - Sebastián Negrón, pallavolista portoricano
- 15 febbraio - Reuben Thompson, ciclista su strada neozelandese
- 15 febbraio - Haley Tju, attrice statunitense
- 15 febbraio - Rodrigo Valente, calciatore portoghese
- 16 febbraio - Rasheen Ali, giocatore di football americano statunitense
- 16 febbraio - Oliver Batista Meier, calciatore tedesco
- 16 febbraio - Wouter Burger, calciatore olandese
- 16 febbraio - Il'ja Bykovskij, calciatore russo
- 16 febbraio - Indiana Vassilev, calciatore statunitense
- 16 febbraio - Chloe East, attrice statunitense
- 16 febbraio - Tosan Evbuomwan, cestista britannico
- 16 febbraio - Patrik Iľko, calciatore slovacco
- 16 febbraio - Jaime Jáquez, cestista messicano
- 16 febbraio - Yūki Naitō, tennista giapponese
- 17 febbraio - Agustín Acosta, calciatore uruguaiano
- 17 febbraio - Matías Bazzi, calciatore argentino
- 17 febbraio - Giovanni Bresadola, saltatore con gli sci italiano
- 17 febbraio - Skylar Fields, pallavolista statunitense
- 17 febbraio - Sari Kees, calciatrice belga
- 17 febbraio - Samantha Macuga, saltatrice con gli sci statunitense
- 17 febbraio - Calem Nieuwenhof, calciatore australiano
- 17 febbraio - Guilherme Pato, calciatore brasiliano
- 17 febbraio - Léonie Pointet, velocista svizzera
- 17 febbraio - Aleksandr Siljanov, calciatore russo
- 17 febbraio - Niklas Tauer, calciatore tedesco
- 18 febbraio - Jean Bernard Bongout, giocatore di badminton mauriziana
- 18 febbraio - Aymen Boutoutaou, calciatore algerino
- 18 febbraio - Tanguy Coulibaly, calciatore francese
- 18 febbraio - Osher Davida, calciatore israeliano
- 18 febbraio - Erik Jorgens de Menezes, calciatore brasiliano
- 18 febbraio - Paddy Lane, calciatore inglese
- 18 febbraio - Tykee Smith, giocatore di football americano statunitense
- 18 febbraio - Lucía Yépez Guzmán, lottatrice ecuadoriana
- 19 febbraio - Stephen Afrifa, calciatore canadese
- 19 febbraio - Baltasar Barcia, calciatore uruguaiano
- 19 febbraio - Aleksandar Langović, cestista serbo
- 19 febbraio - Lee Kang-in, calciatore sudcoreano
- 19 febbraio - David Mazouz, attore statunitense
- 19 febbraio - Óscar Quiñónez, calciatore ecuadoriano
- 19 febbraio - Welington, calciatore brasiliano
- 19 febbraio - Matthew Sorinola, calciatore inglese
- 19 febbraio - Hanus Sørensen, calciatore faroese
- 19 febbraio - Papa V, rapper italiano
- 19 febbraio - Franco Zapiola, calciatore argentino
- 19 febbraio - Sava-Arangel Čestić, calciatore tedesco
- 20 febbraio - Rodrigo Marín, calciatore uruguaiano
- 20 febbraio - Marco Moreno, calciatore spagnolo
- 20 febbraio - Ren Qian, tuffatrice cinese
- 20 febbraio - Martín Satriano, calciatore uruguaiano
- 20 febbraio - Craig Woodson, giocatore di football americano statunitense
- 21 febbraio - Isabella Acres, attrice statunitense
- 21 febbraio - Júlia Bergmann, pallavolista brasiliana
- 21 febbraio - Bartosz Bida, calciatore polacco
- 21 febbraio - Jagger Eaton, skater statunitense
- 21 febbraio - Melissa Jefferson, velocista statunitense
- 21 febbraio - Saidu Mansaray, calciatore sierraleonese
- 21 febbraio - Giōrgos Naoum, calciatore cipriota
- 21 febbraio - Matteo Porru, scrittore italiano
- 21 febbraio - Milutin Vidosavljević, calciatore serbo
- 22 febbraio - Matteo Arnaldi, tennista italiano
- 22 febbraio - Lucas Barbosa, calciatore brasiliano
- 22 febbraio - Kelsie Burrows, calciatrice nordirlandese
- 22 febbraio - Nicolò Carucci, canottiere italiano
- 22 febbraio - Noah Chilvers, calciatore inglese
- 22 febbraio - Parfait Guiagon, calciatore ivoriano
- 22 febbraio - Florian Hoxha, calciatore svizzero
- 22 febbraio - Njegoš Kupusović, calciatore serbo
- 22 febbraio - Keane Lewis-Potter, calciatore inglese
- 22 febbraio - Abigail Strate, saltatrice con gli sci canadese
- 22 febbraio - Bamidele Yusuf, calciatore nigeriano
- 23 febbraio - Jill Baijings, calciatrice olandese
- 23 febbraio - Toral Bayramov, calciatore azero
- 23 febbraio - Anthony Belton, giocatore di football americano statunitense
- 23 febbraio - Lilla Crawford, attrice e cantante statunitense
- 23 febbraio - Jordan Díaz, triplista cubano
- 23 febbraio - Tsige Duguma, mezzofondista etiope
- 23 febbraio - Raúl García Pierna, ciclista su strada e pistard spagnolo
- 23 febbraio - Ross Graham, calciatore scozzese
- 23 febbraio - Enrico Hernández, calciatore olandese
- 23 febbraio - Alberto Herrera, calciatore messicano
- 23 febbraio - Rinky Hijikata, tennista australiano
- 23 febbraio - Pelle Larsson, cestista svedese
- 23 febbraio - Marcos Vinicios, calciatore brasiliano
- 23 febbraio - Brooklyn Moors, ginnasta canadese
- 23 febbraio - Sergio Ortíz, calciatore argentino
- 23 febbraio - Nicolas Raskin, calciatore belga
- 23 febbraio - Fernando Román, calciatore paraguaiano
- 23 febbraio - Emmi Siren, calciatrice finlandese
- 23 febbraio - Dušan Tanasković, cestista serbo
- 24 febbraio - Benjamín Galdames, calciatore messicano
- 24 febbraio - Luciano Gauna, giocatore di calcio a 5 argentino
- 24 febbraio - Anthony Gordon, calciatore inglese
- 24 febbraio - Jellson Jabillin, tuffatore malese
- 24 febbraio - Katariina Kosola, calciatrice finlandese
- 24 febbraio - Silvia Pastrello, cestista italiana
- 24 febbraio - Adil Tahif, calciatore marocchino
- 24 febbraio - Tim Tršan, sciatore alpino sloveno
- 24 febbraio - Óscar Villa, calciatore messicano
- 25 febbraio - Mads Bidstrup, calciatore danese
- 25 febbraio - Vernon Carey, cestista statunitense
- 25 febbraio - Aline Höpli, sciatrice alpina svizzera
- 25 febbraio - Khellven, calciatore brasiliano
- 25 febbraio - Igor Jesus, calciatore brasiliano
- 26 febbraio - Daniil Chlusevič, calciatore russo
- 26 febbraio - Antoine Colassin, calciatore belga
- 26 febbraio - Lucão, calciatore brasiliano
- 26 febbraio - Mattia Gottardo, pallavolista italiano
- 26 febbraio - Fredrik Hammar, calciatore svedese
- 26 febbraio - Kōki Hinokio, calciatore giapponese
- 26 febbraio - David Johnson, cestista statunitense
- 26 febbraio - Theo Johnson, giocatore di football americano canadese
- 26 febbraio - Lucas Lemos, calciatore uruguaiano
- 26 febbraio - Jamie Leweling, calciatore tedesco
- 26 febbraio - Leonardo Realpe, calciatore ecuadoriano
- 26 febbraio - Tristan Schoolkate, tennista australiano
- 26 febbraio - Luigi Strangis, cantautore e polistrumentista italiano
- 26 febbraio - Bralen Trice, giocatore di football americano statunitense
- 26 febbraio - Kevin Villodres, calciatore spagnolo
- 27 febbraio - An San, arciera sudcoreana
- 27 febbraio - Radii Caisin, cestista tedesco
- 27 febbraio - Alina Ermolova, ginnasta russa
- 27 febbraio - Matthieu Gauzin, cestista francese
- 27 febbraio - Mário Mihál, calciatore slovacco
- 27 febbraio - Mariano Navone, tennista argentino
- 27 febbraio - Largie Ramazani, calciatore belga
- 28 febbraio - Berihu Aregawi, mezzofondista etiope
- 28 febbraio - Bryce Duke, calciatore statunitense
- 28 febbraio - Fernando Díaz, calciatore paraguaiano
- 28 febbraio - Jorge Herrando, calciatore spagnolo
- 28 febbraio - Xavi Lock, attore spagnolo
- 28 febbraio - Kaique Rocha, calciatore brasiliano
- 28 febbraio - Kōnstantinos Thymianīs, calciatore greco
- 28 febbraio - Tomáš Vlček, calciatore ceco